# Cedro de São João
Cedro de São João è un comune del Brasile nello Stato del Sergipe, parte della mesoregione del Leste Sergipano e della microregione di Propriá.